# 电子工业
电子工业是生产电子产品的工业门类，产品包括各种电子元器件、仪器仪表，如广播电视设备（如电视、收音机等）、通信设备（如电话机，包括手机）、雷达、计算机、计算器等。
电子工业一般分为三类：
1. 投资类产品工业，如电子计算机、收音機、雷达、仪器及电子专用设备，是国民经济发展、改造和装备的手段；
2. 消费类产品工业，包括电视、录音机、录像机等，主要为提高人民生活水平；
3. 电子元器件产品及专用材料工业，包括显像管、集成电路、各种高频磁性材料、半导体材料及高频绝缘材料等。